# Allocosa baulnyi
Allocosa baulnyi este o specie de păianjeni din genul Allocosa, familia Lycosidae. A fost descrisă pentru prima dată de Simon, 1876. Conform Catalogue of Life specia Allocosa baulnyi nu are subspecii cunoscute.